# Horno ucraniano

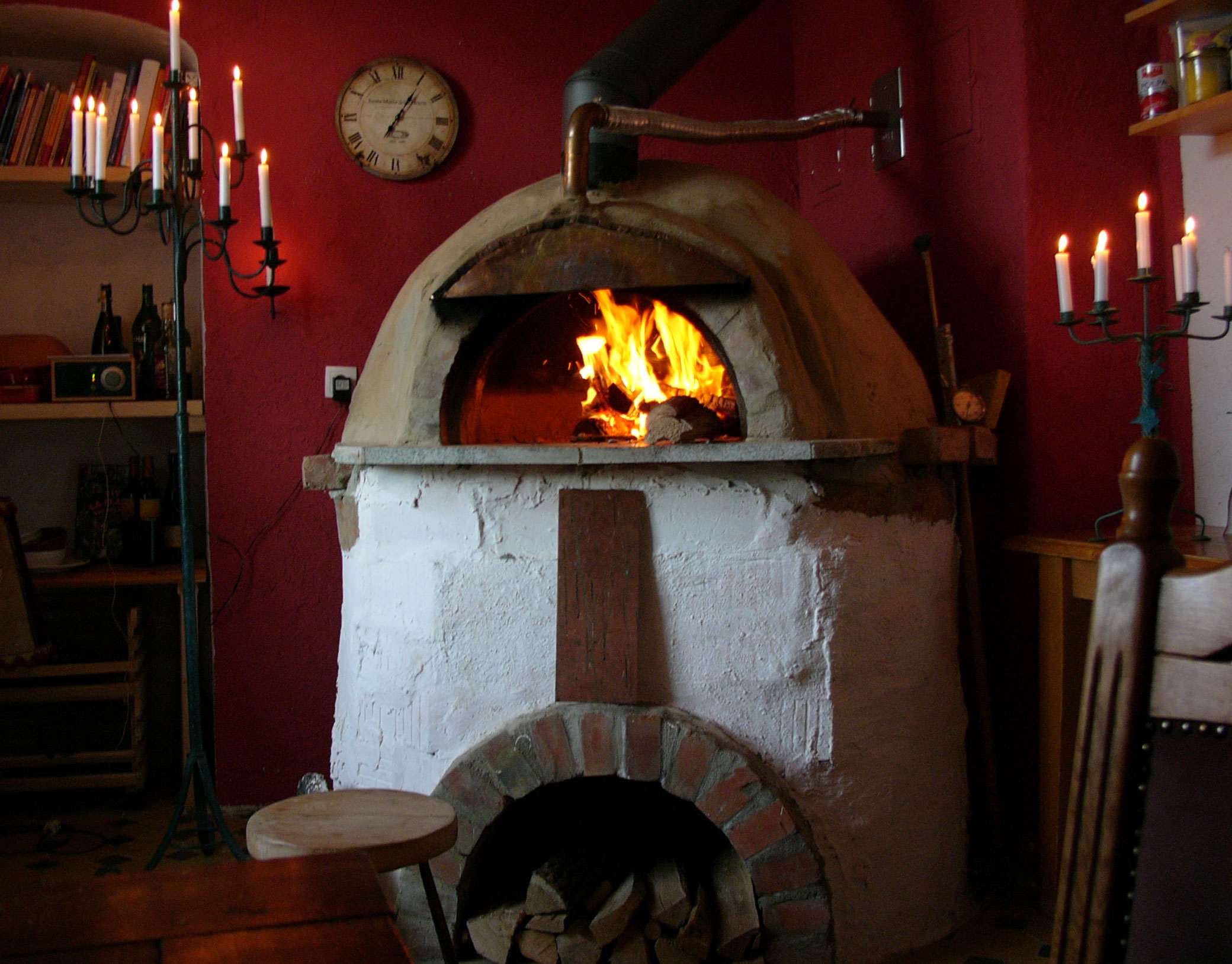
Lehmbackofen

El horno ucraniano, también conocido como horno de Kiev u horno ruso, es una construcción de piedra y mampostería muy utilizada en la Jata Ucraniana, que es la casa tradicional rural de este país. Los registros más antiguos de los que se dispone sobre este tipo de construcción datan del siglo XV.

## Construcción
El horno, de mampostería, está construido con tal eficiencia, con conductos internos para el calor, que no sólo calienta más rápido, sino que también el combustible (leña) dura muchísimo más, y permanece caliente durante más tiempo que los hornos occidentales después de apagado. Su base de abundante piedra y su estructura de ladrillo o arcilla, muchas veces con un acabado decorativo de arcilla pulida o pequeños azulejos de este mismo material, decorados con dibujos sencillos. En jatas más altas, se construye un ahumador de alimentos en la porción más alta de la chimenea del horno, llamada komyna, lo que ayuda a disipar más lentamente el calor como beneficio adicional al ahumado. 
Un constructor de hornos, llamado pechniki es una persona considerada de alto rango dentro de una aldea, pues una estufa construida mal desde el principio es casi imposible de reparar. 
Este tipo de construcción es bastante grande; una persona adulta cabe en su interior, o varios niños. Debido a esto fue también utilizada durante las guerras para esconder a personas perseguidas. 
En casas de personas más importantes, se construye uno con dos corazones, o sea dos hogueras, en el que una tiene fuego más ardiente para cocinar rápidamente y la otra uno más frío. Sin embargo, con uno o dos corazones, el poyo genera en su parte exterior una temperatura que da un ambiente tibio ideal para que suba el pan hecho con levadura, cocinar a fuego lento algunas comidas, preparar lácteos, etc. La cocina ucraniana original gira alrededor del pichka. 

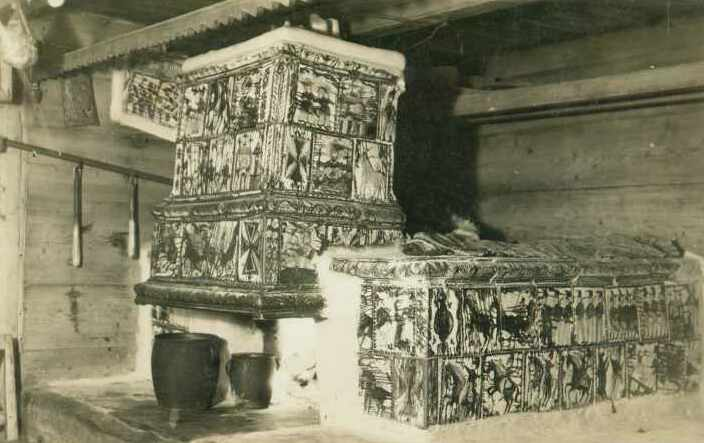
Гуцульський п'єц

## Simbolismo
El simbolismo de la estufa en Ucrania es muy amplio. La gestación pura y espiritual; la santidad; inviolabilidad de la familia; continuidad de la vida del pueblo ucraniano; símbolo del hogar; la niñez alegre y descalza;  los ritos nacionales. El horno en la casa está considerado como el altar en la iglesia. 
Los antiguos romanos adoraban a Fornaks, diosa del corazón (un horno); las primeras tribus eslavas también rendían culto a Raroh, con similares funciones.
En Ucrania siempre se le rindió culto, y no sólo porque se usa para cocinar, secar el maíz, dormir encima durante los duros inviernos, curar resfriados, hornear pan, etc. Según la leyenda, se puede meter un niño enfermo en él, y sacarlo sano. 
Según otra costumbre, si una muchacha escoge a un hombre para ser su marido, simplemente debe entrar a hurtadillas a la casa del escogido y sentarse sobre su estufa; él y su familia se enamorarán perdidamente de ella y habrá pronto matrimonio. Gogol, en su obra "Vij" menciona que las amigas de la novia llevan palmas al horno de la casa donde vivirá, para purificación con fuego. Algunos investigadores aseguran que una tradición antigua es que la novia tomaba algunas partículas de arcilla de su pichka familiar entre las uñas, y las llevaba a su nuevo hogar, como semilla de una nueva unidad familiar.